# Холл, Альфред Руперт
Альфред Руперт Холл (англ. A. (Alfred) Rupert Hall; 26 июля 1920, Сток-он-Трент, Стаффордшир — 5 февраля 2009) — британский историк науки, ньютоновед, дважды доктор (& Litt.D.), профессор Имперского колледжа Лондона. Член Британской академии. Являлся президентом Международной академии истории науки с 1977 по 1981 год.

## Биография
Из семьи обувников из английских Мидлендсов.
В 1938 году поступил в Колледж Христа Кембриджского университета. Наибольшее влияние на него там произвел историк экономии Майкл Постан.
Изучение истории было прервано начавшейся Второй мировой войной. После пары месяцев в Home Guard, 21 сентября 1940 Р. Холл поступил добровольцем в Королевский корпус связи. Довольно скоро он будет рекомендован к офицерской подготовке, после обучения произведен в младшие лейтенанты. В декабре 1941 женился на подруге одной из своей сестер, которую знал с детства, бывшей старше его на семь лет. В апреле 1942 направлен в Египет, там присоединится к 10-й армии в Персии и Ираке. Одним из своих лучших достижений считал осуществленное тогда им, повышенным до лейтенанта, установление прямой беспроводной связи между Багдадом и Лондоном. Затем его подразделение окажется в Северной Африке. После окончания войны в Африке участвовал во вторжениях на Сицилию (июль 1943 г.) и на материковую часть Италии, а также в последующем медленном «зигзагообразном продвижении на север к Альпам» до марта 1945 г. Перед демобилизацией кратковременно пребывал в оккупированной Вене. Как отмечают, как офицер связи в войну он по большей части находился в тылу. Его позднейшие воспоминания о войне были о «сильной скуке и пьянстве, с игрой в покер где-то между ними». Тем не менее, пять лет в армии оказали на его личность сильное впечатление.
После окончания войны продолжил учебу и в 1946 году, окончив колледж, поступил в аспирантуру. Его докторская диссертация была посвящена баллистике XVII века и опубликована в виде книги в 1952 году (по рекомендации ведущего историка науки в стране в то время Charles Singer - в Cambridge University Press).
В 1949 году он был избран исследовательским феллоу Колледжа Христа. С 1955 феллоу. Как отмечают, в Кембридже ему покровительствовал Герберт Баттерфилд. Холл также находился под сильным влиянием работ Александра Койре, особенно его трехтомных «Этюдов Галилеи», опубликованных в 1939 году, которые Холл прочитал в конце 1940-х годов.
В 1948 году Холл был назначен первым куратором «Уипплского Музея истории науки» в Кембридже, а в 1950 году — начал читать курс лекции по истории науки. В 1959 оставил Кембридж, перебирается к новой жене, также историку науки, в Калифорнийский университет в Лос-Анджелесе. Потом с ней же - в Блумингтоне. С 1963 они в Имперском колледже Лондона, став первыми двумя членами новой кафедры истории науки и технологий (и они будут оставаться единственными таковыми на протяжении нескольких лет). Учились там у них Janet Browne и James A. Secord.
Женился в 1941, в 1947 родилась первая дочь, в 1954 - вторая. В 1959 развелся и в том же году сочетается браком с Мари Боас.
Он твердо считал, что наука имела свою собственную логику, которая имела мало общего с технологией, по крайней мере, до девятнадцатого века. При одобрении К. Поппера, критиковал Т. Куна. Его самого резко критиковал Robert M. Young (academic).
Автор ряда книг.  Совместно с историком Чарльзом Сингером, первым президентом Британского Общества истории науки (British Society for the History of Science), редактировал пятитомную «Историю развития техники», опубликованную Оксфордским университетом в 1954—1958 годах.

## Избранные труды
- «Баллистика в XVII веке: исследования отношений науки и войны…» (1952)
- «Научная революция 1500—1800: формирование современного научного подхода» (1954) - указывается популяризировавшей термин «научная революция»[4]
- «Исаак Ньютон. Неопубликованные научные работы Исаака Ньютона» (1962)
- «Переписка Генри Ольденбурга» (1965)
- «Кембриджское философское общество: история, 1819—1969» (1969)
- «От Галилея до Ньютона» (1981)
- Hall A. R. Philosophers at War: The Quarrel between Newton and Leibniz = Философы на войне: ссора между Ньютоном и Лейбницем. — Cambridge University Press, 1980. — P. 356. — ISBN 0 521 22732 1.
- «Революция в науке 1500—1750» (1983) - приводится как третье издание «Научной революции», однако по сути является совсем иной книгой
- «Генри Мор: магия, религия и эксперимент» (1990)
- «Исаак Ньютон: авантюрист мысли» (1992)
- «Ньютон, его друзья и враги» (1993)
- «Кругом был свет: введение в Ньютоновскую оптику» и др.